# Boog van Augustus

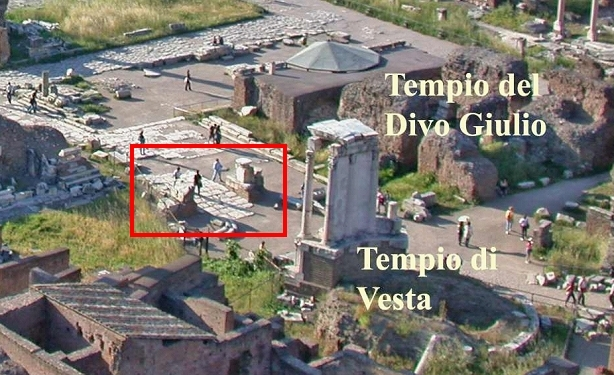
De fundamenten van de Actische boog van Augustus (in het rode kader)

De Boog van Augustus (Latijn:Arcus Augusti) was de naam van twee triomfbogen op het Forum Romanum in het oude Rome.

## Actische boog
De eerste boog werd door de senaat aan Augustus toegekend na zijn overwinning in de Slag bij Actium in 31 v.Chr. en de daaropvolgende annexatie van Egypte. De triomfboog werd in 29 v.Chr. opgericht tussen de Tempel van Castor en Pollux en de Tempel van Caesar en gaf zo toegang tot het grote plein van het Forum Romanum.
Deze boog was niet helemaal legitiem, omdat een Romeins generaal volgens de republikeinse wetten geen triomftocht kon verdienen na een overwinning in een burgeroorlog. Augustus liet echter het, mogelijk vervalste, testament van Marcus Antonius openbaar maken, waar in stond dat hij Romeins grondgebied aan zijn vrouw Cleopatra zou schenken. Dit betekende hoogverraad en het overlopen van Antonius naar Egypte maakte hem tot een buitenlands staatshoofd, waardoor het feitelijk niet meer om een burgeroorlog ging.
Een 2,67 meter lange inscriptie die ooit aan de boog hing werd in 1546 op het forum teruggevonden. De tekst op de inscriptie vermeldt de wijding van de boog in 29 v.Chr. Een deel van een reliëf van de boog met een afbeelding van een gevleugelde Victoria is bewaard gebleven en hangt tegenwoordig in de Ny Carlsberg Glyptotek in Kopenhagen. Andere fragmenten worden tentoongesteld in het Forum Antiquarium bij het Forum Romanum. Aan de hand van een afbeeldingen op een antieke munt en de resterende fundamenten op het forum kan het uiterlijk van de boog worden gereconstrueerd. De boog had 3 doorgangen, waarvan de hoge middelste gewelfd was. De 2 kleinere doorgangen aan weerszijden hadden een recht plafond en werden bekroond door een driehoekig fronton. Dit was de eerste triomfboog in Rome met drie doorgangen en diende als voorbeeld voor de Boog van Septimius Severus.

## Partische boog
In 19 v.Chr. liet Augustus een tweede triomfboog bouwen, nadat zijn adoptief zoon Tiberius de Parthen had verslagen en hen had gedwongen de legerstandaards terug te geven die zij eerder op Crassus hadden veroverd. Ondanks de kleine inspanning die Tiberius hier voor had moeten leveren beschouwde Augustus dit als een grote overwinning te zijner ere en buitte het met veel propaganda uit.
Deze Partische boog stond aan de noordelijke zijde van de Tempel van Caesar en was mogelijk tegen de Porticus van Gaius en Lucius voor de Basilica Aemilia aan gebouwd. Ook deze boog had drie doorgangen, waarvan de buitenste twee mogelijk gesloten waren. Boven op de boog stond een beeld van Augustus zelf in een quadriga, met aan weerszijden beelden van Parthische soldaten die de standaards teruggaven. In een van de zijbogen hingen waarschijnlijk de fasti, marmeren platen waarop de namen van alle Republikeinse magistraten waren gegraveerd. Deze fasti zijn deels bewaard gebleven en worden tentoongesteld in de Capitolijnse musea.